# Здоровий Анатолій Кузьмович
Анатолій Кузьмович Здоровий (нар. 1 січня 1938 року, с. Цапівка, Томашпільський район, Вінницька область) — український державний, громадський та політичний діяч, учасник національно-визвольного руху, дисидент, науковець, кандидат технічних наук (1971).

## Життєпис
Народився в селі Цапівка (увійшло до смт Вапнярка). Батько, Кузьма Савелійович, походив з Харківщини; військовий, 1910 року народження, козацького походження. Мати — Євдокія Савеліївна (Швець), 1910 року народження, походила з Вінниччини. Родини обох батьків потрапили під «розкуркулення». Двоюрідний дід — махновець, відсидів 18 років з 25-ти, на котрі було замінено смертну кару. Під час евакуації в Другу світову війну родина потрапила в оточення й залишилася на Кіровоградщині; після повернення батька з війни, в 1946 році, перебралися до с. Шляхова Харківської області.
В 1955 році закінчив середню школу та вступив на ядерне відділення фізико-математичного факультету Харківського державного університету імені О. М. Горького, котрий закінчив у 1960 році. Під час навчання, в складі студзагону, 1957 року їздив до Казахстану, на освоєння цілинних земель, за що має нагороди. У 1959 році відмовився від вступу до комуністичної партії через політику русифікації освіти.
Після закінчення навчання працював за направленням у лабораторії магнітогідродинаміки на Харківському електромеханічному заводі, займався дослідженням фізичних процесів у специфічних умовах. Займав активну українську позицію: редагуючи стендовий журнал заводу, скеровував його в українське русло, брав участь в етнографічних експедиціях, організовував покладання квітів до пам'ятника Т. Г. Шевченку, таємно слухав передачі Радіо Свобода. В 1959 році вперше викликаний до КГБ, як свідок у справі про «антирадянську агітацію та пропаганду».

У 1964 році вперше став депутатом районної ради. Як депутат, перейнявся питанням переведення шкільної освіти на російську мову викладання: порушив це питання на місці та у Москві, через що потрапив під нагляд. На знак протесту, 29 червня 1965 року, увечері, написав фарбою, на паркані в центрі міста, заклик 
|  | Українці! Шануйте рідну мову! Геть мерзенні теорійки «естественной ассимиляции»! Хай живе Україна! |

 Через це одразу був затриманий нарядом міліції та доставлений до райвідділку, а звідти — до управління КГБ, де був підданий допитам та 20-добовому арешту. На той час Анатолій Кузьмович працював у секретній науково-дослідній лабораторії з космічних досліджень, що була в підпорядкування Москви; на захист стали академіки Академії наук СРСР М. Д. Міліонщиков, В. П. Мішин, академік Академії наук УРСР, директор ФНІТ Б. І. Вєркін та інші.
30 травня 1967 року КГБ домоглося свого — вченого, котрий мав 9 винаходів та 20 наукових праць, звільнено з роботи та зірвано захист його дисертації. Вже працюючи на заводі «Гіпросталь», підготував нову кандидатську дисертацію, котру захистив 1971 року, а затверджена була лише в травні 1972 року. Під час підготовки дисертації познайомився з Іваном Дзюбою та Олесем Гончарем. Тоді в Анатолія Кузьмовича вже відбувались постійні щопіврічні обшуки, під час котрих вилучено близько 300 томів книжок, серед них видання Михайла Грушевського, Володимира Винниченка, вірші Василя Симоненка. Разом з інженером Кравцівим, порушив питання про вшанування Лесі Українки у Харкові, на честь 100-річчя поетеси.
21 червня 1972 року Анатолія Здорового заарештували, просто на вулиці, після чого відбувся 16-годинний обшук. Звинувачувався по 49 пунктах в антирадянській агітації та пропаганді, наклепі на радянський лад, участі в антирадянській групі тощо. Під час слідства висував вимоги вести справу українською, постійно скаржився на слідчого, через що був підданий психіатричній експертизі, терміном 35 діб, двічі посаджений у карцер. У справі вченого було допитано 220 осіб зі всього СРСР; він частково визнав провину, але не визнав мету.
5 квітня 1974 року суд ухвалив вирок — 7 років таборів суворого режиму та поклав на засудженого судові витрати на суму 1 000 карбованців. Згодом касаційний суд зменшив термін до 4 років, але, за наполяганням КДБ, Верховний суд СРСР скасував вирок і скерував справу на повторний розгляд новим складом касаційного суду, котрий залишив у силі вирок суду першої інстанції. Перед етапом до таборів перебував у «камері смертників» слідчого ізолятора на Холодній горі. У серпні 1973 року доставлений в 36-у зону пермських таборів, де, на той час, перебували Левко Лук'яненко, Степан Сапеляк, Євген Сверстюк, Іван Світличний, Олександр Сергієнко, Євген Пронюк. В червні 1974 року взяв участь в тюремному страйку, через що був кинутий до карцеру. У 1975 році засуджений до 3-х років ув'язнення, котре відбував у Владимирській тюрмі. Звільнений з-під ув'язнення у 1979 році, після чого, до 1984 року, перебував під адміністративним наглядом; працював інженером, виплачував судові витрати.
Один із зачинателів демократичних процесів на Харківщині: у 1987 році зареєстрував товариство «Спадщина», учасник творення Товариства української мови, УГС, НРУ, Демократичної партії, перебував на керівних посадах цих організацій. У 1988 році був обраний заступником голови трудового колективу НВО «Енергосталь».
У 1990 році обраний депутатом Харківської обласної ради, 1992—94 роки — перший заступник голови Харківської ОДА із загальнодержавної і регіональної політики та гуманітарних питань. Згодом керував державною фінустановою, був радником з економічних питань. У 1999 році вийшов на пенсію. З 1995 року — очільник Харківської обласної організації Всеукраїнського товариства політв'язнів та репресованих.

## Нагороди та вшанування
- Орден князя Ярослава Мудрого V ступеня — указ Президента України № 900/2014 «Про відзначення державними нагородами України з нагоди 23-ї річниці підтвердження всеукраїнським референдумом Акта проголошення незалежності України 1 грудня 1991 року» від 1 грудня 2014 року[2].
- Медалі «За освоєння цілинних земель», «За відвагу на пожежі»[3].